# Grotte des Planches
La grotte des Planches est une grotte du massif du Jura située au cœur de la reculée des Planches-près-Arbois, dans la commune des Planches-près-Arbois, à 5 km d'Arbois, dans le département du Jura, en Franche-Comté. Elle présente un développement de près de 8 km. Elle a livré des vestiges préhistoriques, notamment sous le porche d'entrée et dans l'une des galeries non loin de l'entrée. Elle est aménagée pour le tourisme.

## Historique
Découverte en 1813, explorée à partir de 1904 notamment par le géologue Maurice Piroutet, la grotte des Planches a été aménagée et ouverte au public en 1936, mais elle a été fermée en 2011 pour des raisons de sécurité. 
La grotte a fait l'objet de plusieurs campagnes de fouilles archéologiques, dont l'une en 1975-1976 consacrée au porche d'entrée, où une série d'occupations préhistoriques, échelonnées du Paléolithique supérieur à l'Âge du bronze récent, ont été mises au jour à différentes profondeurs sous la surface du sol.
Les siphons ont été explorés par le spéléologue Frédéric Poggia en 1990, 1993, 2008, 2009, 2010 et 2011.

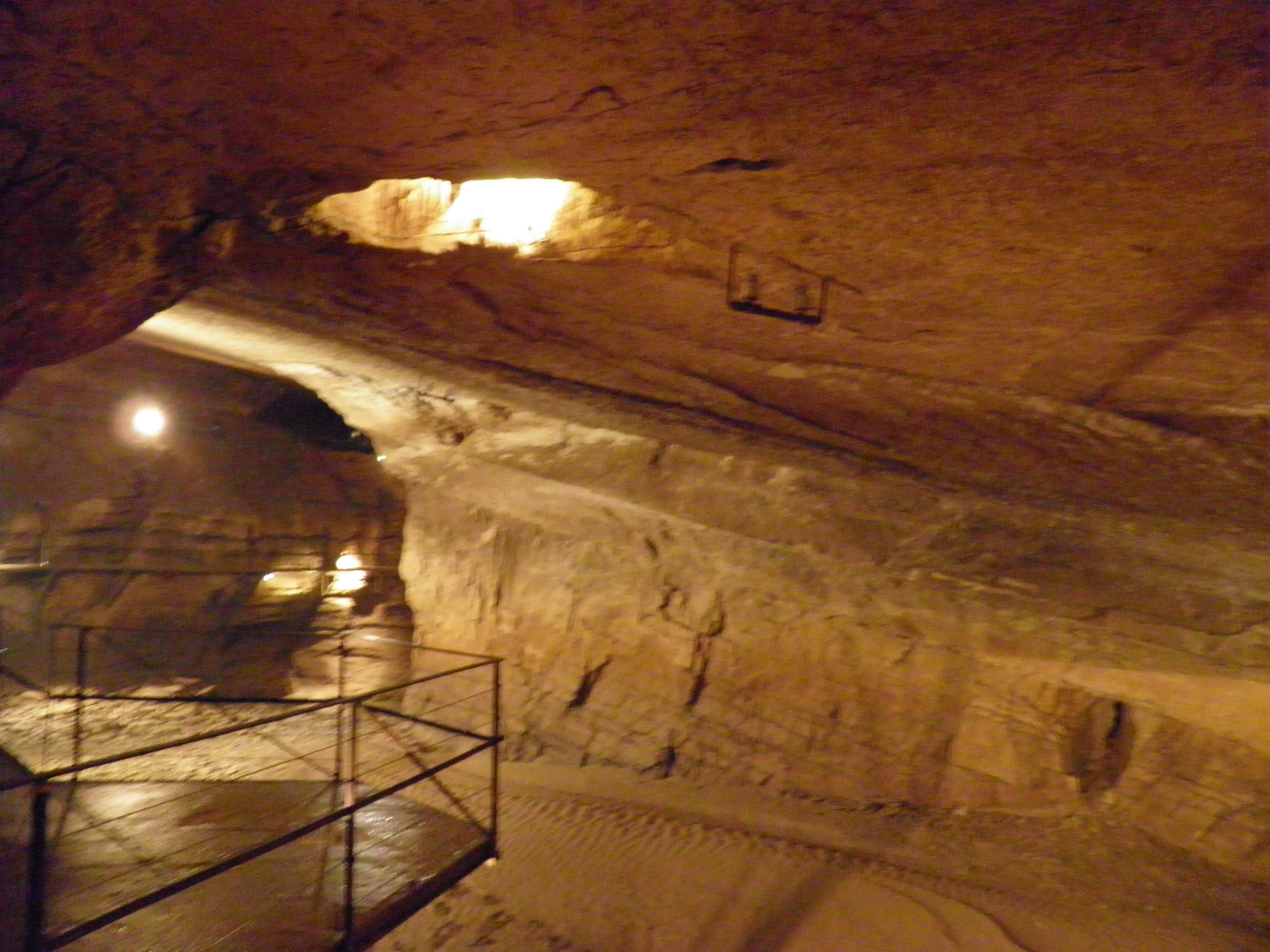
Vue intérieure du parcours de visite

## Description
La grotte a un développement supérieur à 7 860 m. Elle se compose de quatre galeries. La galerie inférieure, active, alimente la Cuisance. La deuxième galerie se situe quelques mètres plus haut. Elle n'est active que 8 mois par an, lorsque la pression dans la galerie inférieure force les eaux à remonter. La troisième galerie, située au-dessus de la deuxième, est dite fossile car l'eau n'y circule plus du tout. La quatrième galerie, située au sommet, n'est pas visitée. On y trouve des cristaux de gypse.

### Principales caractéristiques
- Température de l'air : 12 °C. Température de l'eau : 6 °C.
- Marmites du diable.
- Corrosion des voutes des premières galeries due à l'air humide chargé de dioxyde de carbone.
- Présence de chauves-souris rhinolophes.

## Archéologie
Des traces d'habitat préhistorique, notamment des sépultures de l'Âge du bronze, ont été trouvées dans une galerie supérieure, à environ 130 m de l'entrée. Une occupation datée du Bronze récent a également été mise en évidence lors des fouilles menées sous le porche d'entrée. On a aussi trouvé plus en profondeur des vestiges du Néolithique, et encore au-dessous quelques outils lithiques du Paléolithique supérieur,.

## Tourisme
Cette cavité, aménagée pour le tourisme, est fermée à la visite depuis 2011 à la suite d'un désaccord entre la mairie et le propriétaire du terrain pour effectuer des travaux de sécurisation du lieu, notamment du chemin d'accès recouvert par des éboulis et menacé par d'autres écroulements. Un projet de réouverture et de réaménagement du site a été annoncé en 2022.